# Сант-Андреа-делле-Фратте

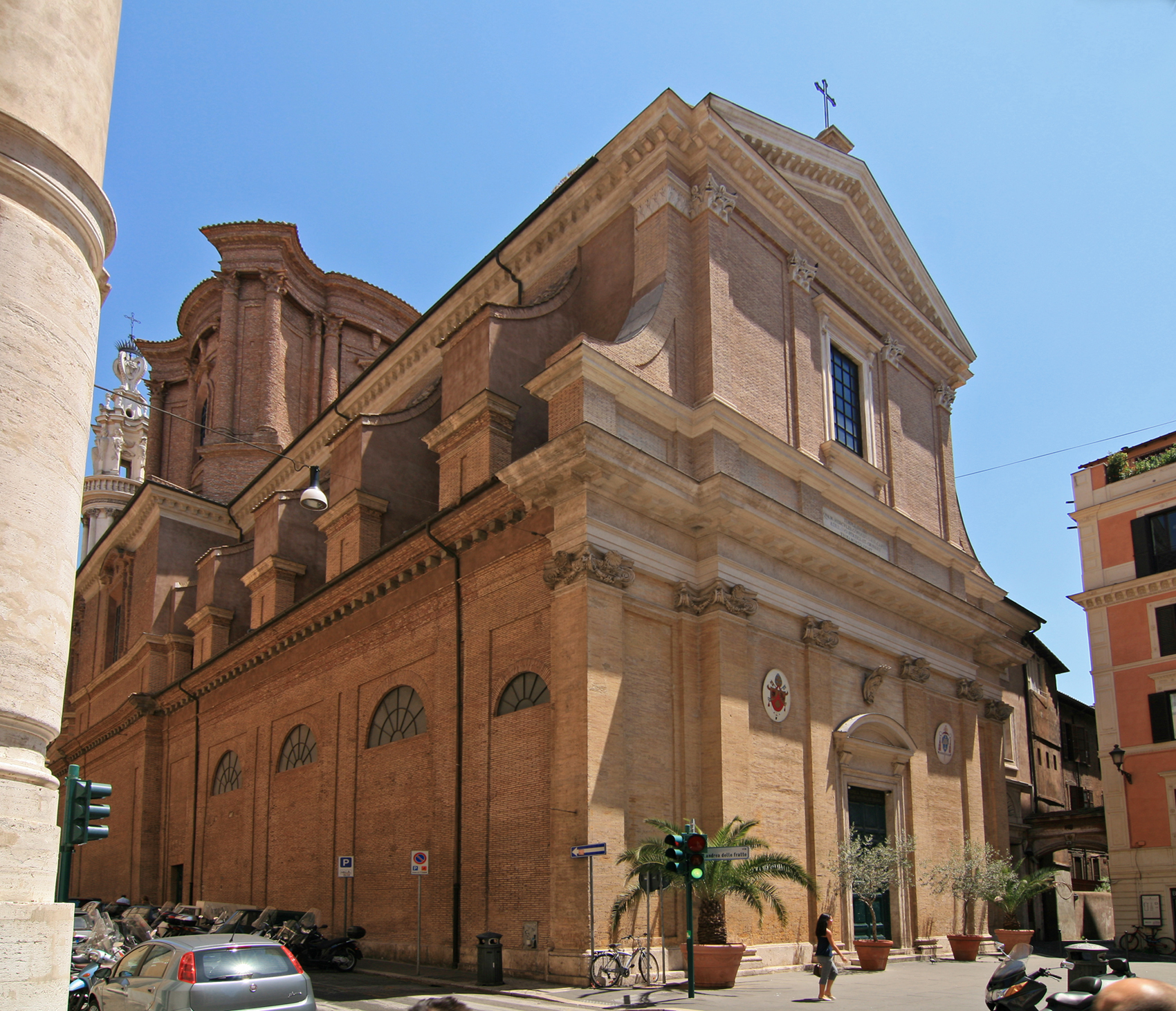
Фасад церкви

Сант Андреа делле Фратте (італ. Sant'Andrea delle Fratte) — титулярна церква (з 12 березня 1960 р.) і мала базиліка в Римі, присвячена Св. Андрію.
Церква в infra hortes («Фруктові сади», звідси назва fratte — «ліс», «гущавина») була побудована ще у 1192, пізніше кілька разів перебудована. До 1585 вона була національною церквою шотландців, потім папа Сікст V передав її ордену Мінімів.

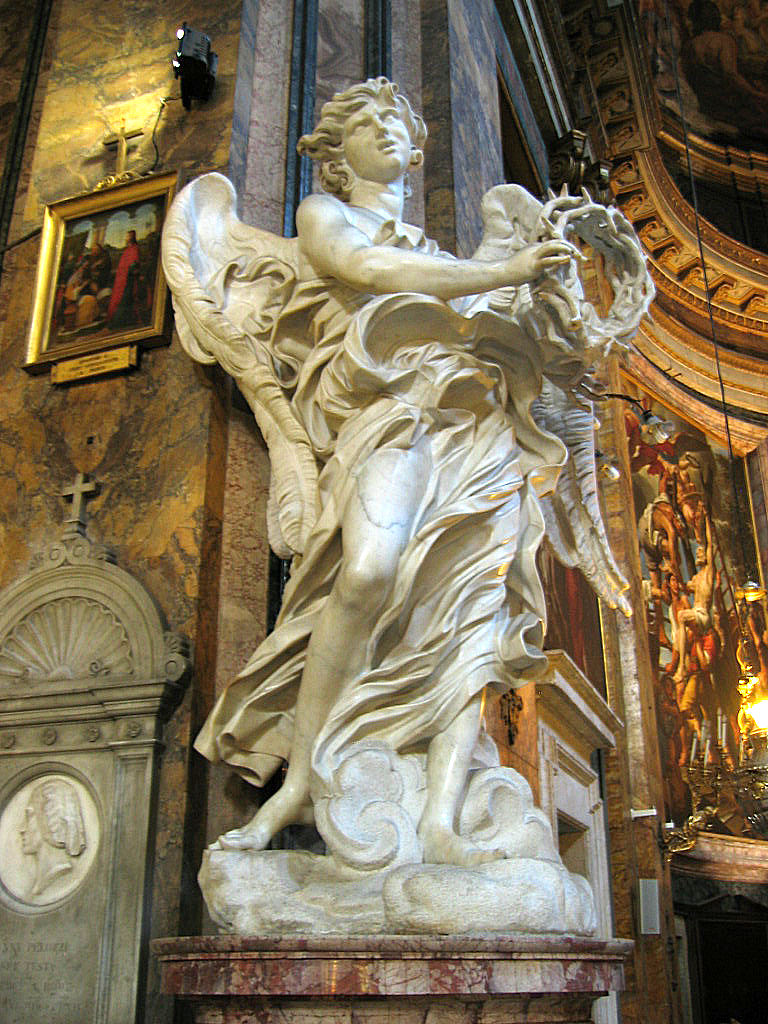
Берніні. Статуя ангела

У 1653 році над церквою працював Франческо Борроміні (абсида, дзвіниця, купол), після його смерті роботу продовжив Маттіа де Россі. У середині знаходяться оригінали скульптур двох ангелів (1668 — 1669 рр.) — роботи Берніні для мосту Святого Ангела в Римі: ангел з написом INRI і ангел з терновим вінком.
У церкві поховані художниця Ангеліка Кауфман і скульптор Рудольф Шадов, а також великий портретист О. А. Кіпренський.

## Титулярна церква
Енніо Антонеллі — кардинал-священик з титулом церкви Сант Андреа делле Фратте з 21 жовтня 2003.